# If Your Girl Only Knew
"If Your Girl Only Knew" é uma canção da cantora norte-americana Aaliyah, presente em seu segundo álbum de estúdio One in a Million (1996). "If Your Girl Only Knew" é uma música funk e pop que apresenta teclado e órgão junto com licks de guitarra. Liricamente, a música é sobre uma garota repreendendo um homem por dar em cima dela quando ele já tinha uma namorada. A canção foi lançada como primeiro single do álbum pela Blackground e Atlantic Records em 12 de julho de 1996. Após seu lançamento, a canção foi recebida com críticas geralmente positivas, com muitos elogiando a entrega vocal de Aaliyah na faixa.
Comercialmente, "If Your Girl Only Knew" obteve uma boa performance, atingindo a 11ª posição da Billboard Hot 100 na semana de 19 de outubro de 1996. A canção alcançou o topo da parada Hot R&B/Hip-Hop Songs, onde permaneceu por duas semanas consecutivas, assim como atingiu o top 10 na parada rítmica. Ao fim de 1996, foi constatado pela Billboard que a canção havia vendido mais de 600.000 cópias nos Estados Unidos.
Internacionalmente, "If Your Girl Only Knew" teve uma performance moderada alcançando o top 20 na Nova Zelândia. No Reino Unido a faixa alcançou a 21ª posição na UK Singles Charts em 24 de agosto de 1996. Em 1997, a canção foi relançada como single duplo com "One in a Million", alcançando um novo pico na parada, entrando no top 20. A canção também chegou a alcançar o top cinco da UK R&B. De acordo com a Official Charts Company, "If Your Girl Only Knew" é o décimo single mais vendido de Aaliyah no Reino Unido.

## Antecedentes
Enquanto discutia a direção musical de seu segundo álbum de estúdio, One in a Million, Aaliyah declarou em uma entrevista à Billboard: "Eu queria manter minha imagem musical de rua tranquila, mas queria ser funky e quente, mas sofisticada". "If Your Girl Only Knew" foi descrita pelo diretor de desenvolvimento de produtos da Atlantic, Eddie Santiago, como "uma faixa mid-tempo muito funky com muitos teclados pesados e trabalho de órgão junto com bateria ao vivo e uma linha de baixo forte". A canção foi produzida por Timbaland e foi uma das primeiras canções que ela gravou para o álbum com ele junto com "One in a Million". Cópias promocionais do single foram servidas para estações R&B em 12 de julho de 1996, e a música também foi carregada digitalmente para essas mesmas estações na segunda-feira seguinte.

## Composição e interpretação lírica
"If Your Girl Only Knew" é uma canção funk e pop e foi descrita pelos críticos como sendo "provocativamente atrevida". A produção da música apresenta "uma melodia de baixo sobre bateria acentuada por palmas sobre as caixas e pratos e chimbais barulhentos". Além disso, a produção da música apresenta licks de guitarra "retrô" e um órgão que são proeminentes ao longo da música.
Em "If Your Girl Only Knew" Aaliyah "revela um estilo vocal mais seguro, bem como um alcance mais flexível". Também na música ela utiliza seu registro mais inferior ao repreender um homem por dar em cima dela quando ele já tem uma namorada. "O conteúdo é cru, com melodias em abundância, com letras importantes como 'Ela provavelmente iria te deixar em paz / Ela provavelmente iria xingar você e desligar o telefone / Aposto que ela ficaria feliz que você tivesse partido / E então ela não iria 'não precisa se preocupar'". De acordo com Quentin B. Huff, "A narração de Aaliyah não é completamente desinteressada em seus avanços ("Se sua garota soubesse / que eu gostaria de chutá-la com você"), mas algo me diz que esse cara está correndo o risco de que ela 'contará à namorada o que está acontecendo'".

## Recepção da crítica
Em sua análise da música, Larry Flick da Billboard a descreveu como "perversamente infecciosa" e sentiu que a pausa de Aaliyah da visão do público entre os álbuns foi "bem aproveitada". Ele também elogiou o estilo vocal de Aaliyah, dizendo: "Ela revela um estilo vocal mais seguro e totalmente realizado, bem como uma gama de notas mais flexível". Dimitri Ehrlich da Entertainment Weekly descreveu a música como uma "melodia funk discreta" e elogiou a mensagem geral da música, escrevendo: "A mensagem é duradoura e o ritmo robótico esparso é arrebatador". Em uma resenha de One in a Million, Connie Johnson do Los Angeles Times chamou a música de "provocadora". Shannon Marcec, da Complex, sentiu que Aaliyah entregou seus vocais doces, mas assustadores, em uma das melhores batidas de Timbaland. Marcec também mencionou que a letra tornou a canção uma das canções mais quentes de Aaliyah. Quentin B. Huff, do PopMatters, sentiu na música que "Aaliyah parece divertida, até brincalhona, e se a namorada dele ainda não soubesse sobre suas travessuras, eu tenho que acreditar que ela teria descoberto quando ouviu a música em um rádio pesado rotação (sorriso afetado). Quando você pensa dessa forma, isso é um pesadelo para esse cara, mas engraçado para nós - ele tenta "dar o fora" com Aaliyah e consegue sua tentativa de ser um jogador transmitido em uma de suas músicas".

## Desempenho nas tabelas musicais
"If Your Girl Only Knew" foi lançada como primeiro single do álbum e 12 de julho de 1996, entrando na Billboard Hot 100, na 34ª posição, em 31 de agosto de 1996. Oito semanas depois, a canção atingiu o pico na 11ª posição. Em 28 de setembro de 1996, a canção atingiu o topo da parada Hot R&B/Hip-Hop Songs, onde permaneceu por duas semanas consecutivas. A faixa também atingiu a sexta posição da parada rítmica em 2 de novembro de 1996. Ao fim de 1996, foi divulgado pela Billboard que a canção havia vendido mais de 600,000 cópias nos Estados Unidos.
Internacionalmente "If Your Girl Only Knew" também foi um sucesso no Reino Unido quando foi lançada sozinha originalmente, alcançando a 21ª posição da UK Singles Charts em 24 de agosto de 1996. Em 1997, a canção foi relançada como single duplo com "One in a Million" e alcançou um novo pico na parada, na 15ª posição. A canção também atingiu a sexta posição na parada UK Dance, assim como a 4ª colocação na UK R&B. De acordo com a Official Charts Company, a versão solo de "If Your Girl Only Knew" é o décimo single mais vendido de Aaliyah na região, ao passo que a versão dupla, com "One in a Million" é a sexta mais vendida.. Na Oceania, a canção chegou a alcançar a 20ª posição na parada da Nova Zelândia.

## Clipe

### Antecedentes
O videoclipe de "If Your Girl Only Knew" foi dirigido por Joseph Kahn e foi enviado para programas de vídeos locais e nacionais em 8 de Julho de 1996. O vídeo apresentou participações especiais de celebridades como Missy Elliott, Timbaland, 702, Lil' Kim e até mesmo o irmão de Aaliyah, Rashad Haughton. Em uma entrevista com a Vibe, Kameelah Williams, do grupo de R&B 702, lembrou que Aaliyah ou Missy Elliott convidou seu grupo para fazer parte do videoclipe. De acordo com Williams, ela e suass companheiras de banda foram informadas de que elas iriam estar em motocicletas e que teriam que se vestir totalmente de preto para o vídeo. Williams também teve uma participação solo no vídeo em que ela é mostrada discutindo com seu namorado na tela em um elevador. Williams explicou: "Ela me deu uma pequena participação, então eu disse, 'Ok, essa é a minha amiga'. Ela me deixou fazer uma pequena cena sozinha com um cara lutando no elevador, então essa foi a minha pequena participação especial de Aaliyah".

### Recepção
O clipe de "If Your Girl Only Knew" estreou nos canais BET e The Box em 21 de julho de 1996. Eventualmente, o clipe foi o 16º mais tocado no BET em 8 de setembro de 1996. Na MTV o clipe estreou em 28 de julho, e foi o 28º mais tocado na emissora na semana de 6 de outubro de 1996.

## Promoção
De acordo com o VP da Atlantic Records, Manny Bella, "Todos os componentes do projeto - incluindo o clipe, uma campanha de televisão e outras promoções - estavam em vigor antes do single ir para as rádios". A fim de promover o single, Aaliyah fez uma turnê promocional nas rádios, onde se conectou com o público. Bella mencionou, "Aaliyah andava de ônibus de turismo por vários mercados e se conectava ao rádio em todos". Certos tópicos que Aaliyah discutiu durante sua turnê promocional de rádio incluíram questões relacionadas à educação. O presidente da Blackground Records, Barry Hankerson, afirmou: "Enquanto estava nas estações, ela discutiu questões fundamentais no ar, como tirar boas notas na escola e como ela equilibra a escola e sua carreira. Em Setembro de 1996, Aaliyah fez uma aparição no sexto evento anual da MTV, Rock N' Jock, que foi ao ar em 26 de Outubro. Durante o evento, ela participou de um jogo de basquete de celebridades e cantou sua música "If Your Girl Only Knew" durante o show do intervalo. Em 16 de novembro de 1996, Aaliyah cantou a música no Soul Train.

## Tabelas musicais

### Tabelas semanais
| Tabelas musicais (1996)                                    | Melhor posição |
| ---------------------------------------------------------- | -------------- |
| Escócia (OCC)                                              | 93             |
| Estados Unidos (Billboard Hot 100)                         | 11             |
| Estados Unidos - Adult R&B Airplay (Billboard)             | 38             |
| Estados Unidos - Dance Single Sales (Billboard)            | 5              |
| Estados Unidos - Hot R&B/Hip-Hop Singles (Billboard)       | 1              |
| Estados Unidos - Hot R&B/Hip-Hop Singles Sales (Billboard) | 1              |
| Estados Unidos - Radio Songs (Billboard)                   | 43             |
| Estados Unidos - R&B/Hip-Hop Airplay (Billboard)           | 3              |
| Estados Unidos - US Rhythmic (Billboard)                   | 6              |
| Japão (Tokio Hot 100)                                      | 4              |
| Nova Zelândia (Recorded Music NZ)                          | 20             |
| Reino Unido - UK Dance (OCC)                               | 6              |
| Reino Unido - UK R&B (OCC)                                 | 4              |
| Reino Unido - UK Singles Charts (OCC)                      | 21             |
| Suécia (Sverigetopplistan)                                 | 49             |

| Tabelas musicais (1997)                                        | Melhor posição |
| -------------------------------------------------------------- | -------------- |
| Escócia (OCC) · Com "One in a Million"                         | 85             |
| Reino Unido - UK Dance (OCC) · Com "One in a Million"          | 5              |
| Reino Unido - UK R&B (OCC) · Com "One in a Million"            | 4              |
| Reino Unido - UK Singles Charts (OCC) · Com "One in a Million" | 15             |

| Tabelas musicais (2021)                                     | Melhor posição |
| ----------------------------------------------------------- | -------------- |
| Estados Unidos - Digital Song Sales (Billboard)             | 15             |
| Estados Unidos - R&B Digital Song Sales (Billboard)         | 2              |
| Estados Unidos - R&B/Hip-Hop Digital Song Sales (Billboard) | 3              |

### Tabelas de fim de ano
| Tabelas musicais (1996)                            | Melhor posição |
| -------------------------------------------------- | -------------- |
| Estados Unidos - Billboard Hot 100                 | 69             |
| Estados Unidos - Hot R&B/Hip-Hop Songs (Billboard) | 36             |
| Estados Unidos - US Rhythmic (Billboard)           | 35             |